# نانسي كيلباتريك
نانسي كيلباتريك هي كاتِبة كندية، ولدت في 1946 في فيلادلفيا في الولايات المتحدة.